# Lucia Mazzotti
Lucia Mazzotti (Bologna, 5 febbraio 1985) è un'ex sciatrice alpina italiana.

## Biografia
Lucia Mazzotti, nata a Bologna e residente a Tarvisio, esordì in gare FIS nel dicembre del 2000, in Coppa Europa il 19 febbraio 2003 a Tarvisio in discesa libera (64ª) e in Coppa del Mondo il 1º dicembre 2006 a Lake Louise nella medesima specialità, piazzandosi al 29º posto e conquistando i suoi primi punti in carriera. Nella stessa stagione 2006-2007 in Coppa Europa conquistò il primo podio, nonché unico successo, aggiudicandosi la discesa libera disputata a Sankt Moritz il 18 gennaio; il 16 marzo dello stesso anno ottenne anche il secondo e ultimo podio  nel circuito continentale, a Santa Caterina Valfurva in supercombinata (3ª).
I suoi migliori risultati in Coppa del Mondo furono due ventiquattresimi posti, ottenuti nel supergigante di Val-d'Isère del 20 dicembre 2009 e nella supercombinata di Tarvisio del 4 marzo 2011; prese per l'ultima volta il via nel massimo circuito internazionale due giorni dopo nella medesima località in supergigante (46ª). Si ritirò al termine di quella stessa stagione 2010-2011 e la sua ultima gara fu lo slalom speciale dei Campionati italiani 2011, disputato il 27 marzo a Courmayeur e chiuso dalla Mazzotti al 52º posto; in carriera non prese parte a rassegne olimpiche o iridate.

## Palmarès

### Coppa del Mondo
- Miglior piazzamento in classifica generale: 119ª nel 2011

### Coppa Europa
- Miglior piazzamento in classifica generale: 27ª nel 2007
- 2 podi:
  - 1 vittoria
  - 1 terzo posto

#### Coppa Europa - vittorie
| Data            | Località     | Paese    | Specialità |
| --------------- | ------------ | -------- | ---------- |
| 18 gennaio 2007 | Sankt Moritz | Svizzera | DH         |

Legenda:

DH = discesa libera

### Campionati italiani
- 5 medaglie[1]:
  - 2 ori (combinata nel 2006; supercombinata nel 2007)
  - 1 argento (slalom speciale nel 2006)
  - 2 bronzi (slalom gigante nel 2006; discesa libera nel 2007)